# Quincy Carter
Lavonya Quintelle Carter, detto Quincy (Decatur, 13 ottobre 1977), è un ex giocatore di football americano statunitense che ha giocato nel ruolo di quarterback nella National Football League (NFL). Fu scelto nel corso del secondo giro (53º assoluto) del Draft NFL 2001 dai Dallas Cowboys. Al college giocò a football all'Università della Georgia.

## Carriera professionistica

### Dallas Cowboys
Carter fu scelto nel corso del secondo giro del Draft 2001 dai Dallas Cowboys per sostituire il ritirato Troy Aikman. Dopo un'ottima pre-stagione fu nominato titolare della squadra, diventando il primo quarterback rookie scelto al secondo giro della storia a partire come titolare nella settimana 1. Dopo aver subito due diversi infortuni finì per giocare come titolare in sole otto gare, con Anthony Wright e Ryan Leaf che ne disputarono tre a testa e Clint Stoerner le altre due.
La migliore gara della sua prima stagione fu nella settimana 16, nella vittoria 27-21 contro i San Francisco 49ers (che terminarono con un record di 12-4). Carter passò 241 yard e 2 touchdown, venendo premiato come giocatore offensivo della NFC della settimana, solo il secondo rookie della storia della Cowboys ad ottenere tale onore. Un'altra prestazione notevole la disputò nella vittoria 20-13 sui New York Giants in cui passò quasi 200 yard e passò il touchdown decisivo al wide receiver Antonio Bryant.
L'anno successivo i Cowboys firmarono un altro giovane quarterback, Chad Hutchinson, per competere con Carter. Alla fine perse il posto da titolare proprio in favore di Hutchinson dopo una sconfitta contro gli Arizona Cardinals in cui fu colto in un'infuocata discussione a bordo campo con Jerry Jones. Il miglior momento della stagione 2002 di Carter fu nella vittoria in rimonta contro i Carolina Panthers. Con la sua squadra in svantaggio per 13-00 Quincy prima lanciò un passaggio da touchdown da 80 yard per Joey Galloway a meno di quattro minuti dal termine e poi, a 56 secondi dalla fine della gara, un altro touchdown da 24 yard per Antonio Bryant. Questo fu l'apice della carriera di Carter coi Cowboys.
Nella sua terza stagione, sotto la direzione del nuovo allenatore Bill Parcells, Carter riguadagnò il posto da titolare, portando stabilità nel ruolo di quarterback. Guidò i Cowboys a un record di 10-6 e alla qualificazione ai playoff. Il momento da ricordare di quell'anno fu ancora contro i Carolina Panthers (una delle migliori squadre della NFL all'epoca), in cui, in una situazione di quarto down e 14, a meno di un minuto dal termine, passò il TD della vittoria ad Antonio Bryant.
Dopo una stagione di successo come quella del 2003, Carter fu improvvisamente svincolato dai Cowboys il 4 agosto 2004 dopo aver fallito il suo terzo test anti-doping.

### New York Jets
Carter firmò un contratto annuale coi New York Jets per fungere da riserva al veterano Chad Pennington. Finì col disputare tre gare come titolare (vincendone due) dopo che  Pennington si infortunò alla cuffia del rotatore e, se non fosse stato per le sue prestazioni, la squadra non avrebbe raggiunto i playoff. Terminò la stagione con le migliori statistiche della sua carriera: 35 passaggi completati su 58 tentativi per 498 yard, 3 touchdown, 1 intercetto e un 98,2 di passer rating.
I Jets lo dichiararono inattivo per la gara di playoff contro i Pittsburgh Steelers il 15 gennaio, annunciando che si sarebbe recato a visitare la madre malata, quando in realtà ebbe una ricaduta nella droga, iscrivendosi a un centro di riabilitazione per il trattamento della sua dipendenza e del sui disturbo bipolare. Alla fine fu svincolato prima della stagione 2005.

### Ultimi anni
Gli ultimi anni della carriera, Carter li passò con i Montreal Alouettes della Canadian Football League, da cui fu svincolato senza mai scendere in campo, coi Bossier-Shreveport Battle Wings della af2, coi Kansas City Brigade della Arena Football League e infine nel 2009 con gli  Abilene Ruff Riders della Indoor Football League.

## Palmarès
- Giocatore offensivo della NFC della settimana: 1

16ª del 2001

## Statistiche
| Yard passate  | 6.337 |
| Touchdown     | 32    |
| Intercetti    | 37    |
| Passer rating | 71,7  |